# Боснич, Милка
Ми́лка Бо́снич (серб. Милка Боснић; 1928, Врточе — 25 мая 1944, Дрвар) — участница югославского партизанского движения, Народный герой Югославии.

## Биография

### До войны
Милка Боснич родилась в сербском селе Врточе под Дрваром, у неё было три брата: Джордже, Здравко и Владо и три сестры: Душанка, Добрила и Радмила. Отец и Радмила умерли от тифа за год до немецкого наступления на Дрвар. До начала войны Милка успела окончить начальную школу и училась в первом классе средней школы.

### Начальный этап войны
6 апреля 1941 года началась операция Германии и их союзников против Югославии. В результате 21 и 22 апреля 1941 года единая Югославия прекратила существовать. На территории Хорватии и Боснии и Герцеговины было образовано марионеточное Независимое государство Хорватия, власть в котором получила фашистская партия усташей. За два дня до этого усташское правительство Анте Павелича объявило евреев, сербов и цыган вне закона, положив начало кровавому террору и геноциду.
В июне 1941 года югославскими коммунистами начали создаваться партизанские отряды. После начала сопротивления Милка, будучи ещё ребёнком, примкнула к коммунистической и антифашистской молодёжи. Она принимала участие в сборе продуктов и одежды для партизан, перевязке раненных, изготовлении пропагандистских материалов. Перед немецким нападением на Дрвар Милка Боснич вступила в Союз коммунистической молодёжи Югославии и стала курьером командования.

### Подвиг
Непосредственно перед Дрварским десантом, 25 мая 1944 года, в Дрваре была сформирована танковая рота Первого пролетарского корпуса, которая выполняла манёвры в районе Дрвара. Во время боя с немецкими десантниками один из танков, в котором находились комиссар танковой роты Драгослав Радосавлевич, механик Спасо Джурашкович и наводчик Елач, оказался под угрозой уничтожения. Немцы закрыли смотровую щель танка, лишив его тем самым возможности маневрирования; все члены экипажа были ранены и не могли активно сопротивляться. Находящаяся в группе пленных Милка Боснич подбежала к танку и сбросила одеяло, закрывающее смотровую щель; танк получил возможность продолжить участие в сражении. Немецкие солдаты, взбешённые таким дерзким поступком, набросились на девушку и закололи её штыками. Они также убили многих Дрварчан, среди которых были мать Милки и её брат Здравко. Через несколько дней погиб и Джордже.

## Судьба семьи
Из всей большой семьи выжили только Душанка, Добрила и шестилетний Владо. Душанка была приговорена к казни и расстреляна, но, тяжело раненная, выжила. Ей удалось выбраться из кучи трупов и укрыться на чердаке соседнего дома, откуда она видела гибель Милки.

## Память
Указом президента Югославии Иосипа Броз Тито от 17 мая 1974 года Милке Боснич было присвоено звание Народного героя Югославии.
В Дрваре у «Музея 25 мая 1944 года» стоит партизанский танк, напоминающий о подвигах молодых югославов в Народно-освободительной борьбе.